# G–4 Super Galeb
A G–4 Super Galeb jugoszláviai kiképző repülőgép. A kezdők és a haladók kiképzésére szolgáló G–2 Galeb és Lockheed T–33 felváltására szánt G–4 jelentősen különbözik névrokonaitól, csak a megbízható, de gazdaságtalan gázturbinás sugárhajtóművet tartották meg. Megjelenésében inkább a brit BAE Hawkra hasonlít. 1978-ban szállt fel először a Super Galeb. 1982-ben állították szolgálatba, először a mostari kiképző iskolában, majd 1985-től a pulai fegyveres egységnél. Az UTVA 75-ön történő alapkiképzés után a magasabbszintű oktatásban használják. A G–4-et támadó szerepkörben is lehet alkalmazni. A típus egyetlen külföldi vásárlója Mianmar.

## Super Galebek ma
Mianmar légierejében 7 Super Galeb van aktív szolgálatban. A szerb légierőben a NATO csapás során sok gép megsemmisült, 2018 áprilisában pedig kiképzőrepülés közben lezuhant egy, megölve az egyik pilótát. Ma a szerb légierőben 23 megmaradt G-4 teljesít szolgálatot, amelyek felosztása a következő:
- 13 db G-4,
- 6 db G-4S,
- 3 db G-4T,
- 1 db G-4M.